# Shayne Corson
Shayne Paul Corson, född 13 augusti 1966, är en kanadensisk före detta professionell ishockeyspelare som tillbringade 18 säsonger i den nordamerikanska ishockeyligan National Hockey League (NHL), där han spelade för ishockeyorganisationerna Montreal Canadiens, Edmonton Oilers, St. Louis Blues, Toronto Maple Leafs och Dallas Stars. Han producerade 693 poäng (273 mål och 420 assists) samt drog på sig 2 357 utvisningsminuter på 1 156 grundspelsmatcher.
Han draftades i första rundan i 1984 års draft av Montreal Canadiens som åttonde spelaren totalt.
Corson lider av både ulcerös kolit och panikattacker. Efter karriären valde han att bli krögare och har två restauranger i Toronto-området. Hans syster är gift med den före detta NHL-spelaren och förre lagkamraten Darcy Tucker.